# Глубоководная деания
Глубоководная деания (лат. Deania profundorum) — вид хрящевых рыб рода деаний семейства короткошипых акул отряда катранообразных. Эти акулы были обнаружены в Атлантическом и Тихом и Индийском океанах на глубине до 1800 м. Размножаются яйцеживорождением. Максимальная зарегистрированная длина — 79 см.

## Таксономия
Впервые вид научно описан в 1912 году. Название семейства происходит от слов греч. κεντρωτός — «утыканный шипами» и греч. φορούν — «носить». Род назван в честь ихтиолога и исследователя Б.Дина, а видовое название происходит от слова лат. profundorum — «глубинный». Голотип представляет собой самца длиной 42 см, пойманного в 1909 году между островами Лейте и Минданао на глубине 1346 м. Паратипы: самка длиной 59 см, пойманная там же и тогда же на глубине 1785 м; самки длиной 31,7 см и 21 см, пойманные на севере Минданао на глубине 750 м в том же году; самка длиной 40,5 см, пойманная между Мариндуке и Лузоном на глубине 869 м в 1908 году и самка длиной 22,5 см, пойманная между Сикихором и Бохолем на глубине 716 м в 1909 году.
В водах Намибии обитают как минимум два глубоководных вида акул, принадлежащих к роду деаний. Для правильной идентификации каждого вида необходим дополнительный таксономический обзор этого рода.

## Ареал
В центрально-западной Атлантике глубоководные деании встречаются у берегов США (атлантическое побережье Северной Каролины, Мексиканский залив у берегов Миссисипи), реже на Антильских островах. В центрально-восточной части Атлантического океана — у побережья Западной Сахары, Мавритании, Сенегала, Канарских и Азорских островов, Нигерии, Габона и Заира. В западной части Индийского океана — в водах ЮАР (Квазулу-Наталь), на территории подводного горного массива Уолтерс Шоул и в Аденском заливе. В центрально-западной части Тихого океана — у берегов Филиппин (Минданао, Лузон, Мариндуке, Сикихор и Бохол).
Их ареал расположен между 40° с.ш. — 36° ю.ш. и 93° з.ш. — 127° в.ш.. Эти донные акулы держатся на материковом и островном склоне на глубине от 275 до 1800 м. В северо-западной Атлантике они преобладают на глубине от 412 до 617 м. На Азорах их можно встретить на глубине 700—800 м. На Канарских островах их ловят на глубине от 600 до 1500 м. У берегов ЮАР они встречаются между 500 и 608 м, а на Филиппинах между 717 и 1786 м.

## Описание
У глубоководных деаний удлинённое тело и рыло. Два спинных плавника оснащены рифлёными шипами. Нижние зубы крупнее верхних. На нижней части хвостового стебля имеется субкаудальный киль. Шип у второго спинного плавника крупнее шипа у первого спинного плавника. Анальный плавник отсутствует. Глаза крупные, овальные, вытянуты по горизонтали. Позади глаз имеются брызгальца. Хвостовой плавник асимметричный, у края верхней лопасти имеется вентральная выемка. Нижняя лопасть развита слабо. Грудные плавники закруглёны. Тело покрыто вилообразными плакоидными чешуйками. Первый спинной плавник короткий и невысокий. Второй спинной плавник крупнее первого. Окрас от тёмно-серого до серо-коричневого цвета.
Это самый маленький вид из рода деаний. Максимальная зарегистрированная длина составляет 79 см.

## Биология
Глубоководные деании размножаются яйцеживорождением. В помёте, вероятно, от 5 до 7 детёнышей длиной около 31 см. Самки достигают половой зрелости при длине от 70 до 76 см, а самцы при длине от 43 до 67 см. Иногда эти акулы собираются в большие стаи. Рацион составляют мелкие костистые рыбы, например, миктофы, а также головоногие и ракообразные.

## Взаимодействие с человеком
На Канарских островах глубоководных деаний ловят ярусами и используют мясо и жир печени. На Азорских островах они изредка попадаются в качестве прилова. Промысел глубоководных акул ведётся у берегов Сенегала. Международный союз охраны природы присвоил этому виду статус сохранности «Вызывающий наименьшие опасения».